# Tragia mildbraediana
Tragia mildbraediana är en törelväxtart som beskrevs av Ferdinand Albin Pax och Käthe Hoffmann. Tragia mildbraediana ingår i släktet Tragia och familjen törelväxter. Inga underarter finns listade i Catalogue of Life.